# Storia della lingua francese
Il francese è una lingua romanza che discende dal Latino volgare parlato nelle province romane della Gallia settentrionale. Il francese è stato influenzato dalle parlate celtiche della Gallia belgica e dalla lingua franca di stirpe germanico-occidentale.
Attualmente il Francese è lingua ufficiale in 29 paesi del mondo ed è parlato come lingua nativa da circa 76 milioni di persone.
La lingua francese è una delle sei usate dall'ONU.

## Latino volgare in Gallia
All'epoca della Conquista cesariana della Gallia  gran parte dell'attuale territorio della Francia era abitato da popolazioni di stirpe celtica. Il sud era abitato dai Liguri, dai greci, dai Vasconi e dagli Aquitani.
Nonostante la forte romanizzazione della Gallia, le lingue celtiche sopravvissero per molto tempo, tanto che l'Historia francorum ne attesta ancora l'uso nel tardo Secolo VI.
Il latino volgare parlato nella Gallia in età tardoantica era influenzato dalle lingue celtiche. Esempi sono il cambiamento della fonetica ed alcune singolarità sintattiche nell'uso del prefisso re-.
Dal III secolo iniziarono le incursioni germaniche nell'Impero Romano. Alcune di queste, tra cui i Franchi, si insediarono in Gallia settentrionale. Altri popoli di etnia germanica che si stabilirono nella Gallia furono gli Alamanni, i Burgundi e i Visigoti. Benché la lingua franca fosse parlata da una minoranza, formata prevalentemente di guerrieri di stirpe germanica, influenzò profondamente il latino volgare parlato in Gallia, sia nella pronuncia, sia nella sintassi. Inoltre gli invasori Franchi introdussero nuovi termini lessicali.

## Antico francese
Dopo la caduta dell'Impero romano d'occidente il Regno dei Franchi occupava la Gallia settentrionale. Dopo le vittorie di Clodoveo a spese del regno visigoto i Franchi si espansero nell'Aquitania. Nell'VIII secolo il Regno dei Franchi, sotto la dinastia carolingia, copriva quasi tutto il territorio dell'attuale Francia.
Dal V al IX secolo nella Gallia settentrionale coesistono il latino volgare e la parlata francone. Alcune zone, come l'Alsazia, la Lorena, le Fiandre e il Boulonnais sono diventate germanofone. In questo periodo si forma la Frontiera linguistica mosellana.
Nel IX secolo vennero prodotti i primi documenti scritti in Antico francese. Essi sono il Giuramento di Strasburgo e la Sequenza di Sant'Eulalia. I due testi divergono fortemente dal latino classico.
Le storico statunitense Urban Tigner Holmes (1900-1972) sosteneva che la lingua germanica fosse parlata ancora nel IX secolo e fosse sparita nel Decimo secolo. Tuttavia alcuni patois come il piccardo, il normanno e il vallone mantennero una forte influenza germanica nelle loro parlate.
Nel IX secolo, i Vichinghi iniziarono a penetrare nell'attuale regione della Normandia. Ben presto i conquistatori normanni presero la lingua d'oil, ma alcuni termini lessicali del norvegese antico, legati principalmente alla navigazione, influenzarono il francese moderno. Dopo il 1066 il francese, nella sua varietà parlata in Normandia, venne introdotto in Inghilterra da Guglielmo il Conquistatore. L'anglo-normanno, che è un dialetto della lingua d'oïl, influenzò pesantemente la lingua inglese.
Nel basso medioevo le parlate gallo-romanze della Francia settentrionale erano chiamate langue d'oïl, dal modo di rispondere affermativamente con ille est, che in seguito divenne oui.
Il francese divenne lingua letteraria nel Duecento con le Chansons de geste, che raccontano le storie dei paladini di Carlo Magno e gli eroi delle Crociate.

## Francese medio
Nel 1532, ad Aosta fu redatto il primo atto notarile al mondo in lingua francese, mentre a Parigi era ancora in uso il latino. Nel 1536, in Valle d'Aosta, il Conseil des Commis fu la prima amministrazione al mondo ad adottare la lingua francese come idioma ufficiale, tre anni prima del Regno di Francia. Nel 1539 re Francesco I emanò l'Ordinanza di Villers-Cotterêts con il quale il francese diventava la lingua primaria del diritto e dell'amministrazione, sostituendo il latino. Durante lo stesso anno venne stampato il Dictionnaire françoislatin con autore Robert Estienne. Circa un decennio dopo il linguista Louis Maigret (o Meigret, 1500-1558) è autore della prima grammatica della lingua francese.

## Francese moderno
Nel Seicento il francese sostituì il latino nell'uso della diplomazia internazionale.
Nel Grand Siècle la Francia godette un periodo di forte prosperità, nonché iniziò la sua espansione oltremare. In questo periodo il Cardinale Richelieu fondò l'Académie Française. Il Francese parlato a Parigi divenne la lingua dell'aristocrazia.
Eric Hobsbawm stima che, alla fine del Settecento, soltanto il 15% della popolazione del Regno di Francia parlasse correttamente francese. Dopo la Rivoluzione il governo iniziò a mettere in atto politiche linguistiche che miravano ad estirpare i patois e a promuovere l'uso della lingua francese. Questa politica aveva lo scopo di consolidare il concetto di Stato-nazione.
Nel frattempo l'Académie continuò il suo lavorò, perciò diverse parole cambiarono la grafia: ad esempio enfans diventò enfants,
Il francese restò la lingua della diplomazia fino all'inizio del Novecento. Un spartiacque si ebbe nel 1918, quando il Trattato di Versailles, che mise fine alla Grande Guerra, venne redatto sia in inglese sia in francese. Successivamente la lingua francese perse il suo status a favore di quella inglese.
Verso la fine del Novecento nella lingua francese entrarono molti termini di origine inglese, tra cui vocaboli che si riferiscono alle macchine, allo spettacolo e all'informatica. Il governo francese reagì con l'emanazione di decreti, nel 1972, che prevedevano la creazione di una commissione che aveva il compito di arricchire il lessico della lingua francese.